# El Mediador
El Mediador - Una historia de Sarajevo (The Fixer - A story from Sarajevo) es una historieta periodística escrita y dibujada por Joe Sacco en 2003. En España ha sido traducida por Roberto Rodríguez Milám y publicada por Planeta De Agostini Comics en 2004.

## Resumen
El libro se centra en las conversaciones con Neven, un exsoldado que se gana la vida en Sarajevo guiando a periodistas extranjeros durante el sitio de la ciudad. Con esta excusa se repasa la historia de Sarajevo en el periodo 1984-2001, relatando historias de combatientes y vivencias de los ciudadanos, así como presentándonos a algunos de los principales cabecillas de las milicias bosnias: Ismet Bajramovic (alias Celo), Jusuf Prazina (alias Juka), Musan Topalovic (alias Caco) y Ramiz Delalic (alias Celo).
La historia comienza en el vestíbulo de un hotel en 1995, cerca del final del asedio de Sarajevo. Neven, el Mediador , «que actúa como una especie de traductor y guía para periodistas», tiene raíces musulmanas y serbias, encarnando la antigua esencia cosmopolita de Sarjevo, la ciudad que antaño fue culturalmente diversa. A través de la narrativa personal de Neven, el libro profundiza en la perspectiva interna de la resistencia a las fuerzas serbias durante el asedio. Esta tarea recayó en facciones casi legales, con escasa afiliación, lideradas por carismáticos señores de la guerra. Neven, entrenado como francotirador en el ejército yugoslavo, se une a una de estas unidades paramilitares bajo el mando de Ismet Bajramović, también conocido como Celo, un exconvicto con una presencia imponente.
Sacco ofrece una perspectiva del complejo panorama moral que habitan estos señores de la guerra, a quienes caracteriza como "ídolos pop militares". Aunque supuestamente defienden la ciudad, participan en confiscaciones, desalojos forzosos, reclutamiento a punta de pistola y están implicados en masacres y limpieza étnica. Neven aporta sus propias anécdotas, como el dramático relato de cómo disparó a un enemigo a través de la funda de su pistola mientras caía hacia atrás, lo que añade capas de ambigüedad a la narrativa.
A medida que Sacco profundiza en las historias de Neven y las atrocidades de los señores de la guerra, surgen dudas sobre su autenticidad. Finalmente, El Mediador  se convierte en una reflexión sobre la naturaleza nebulosa de la verdad y su importancia en el contexto del asedio de Sarajevo.

## Premios
- Premios Ignatz 2004[1]

(nominación) Novela Gráfica o Colección Destacada
(nominación) Artista Destacado
- 2004 (nominación) Premio Eagle a la Novela Gráfica Favorita[2]